# 国道324号

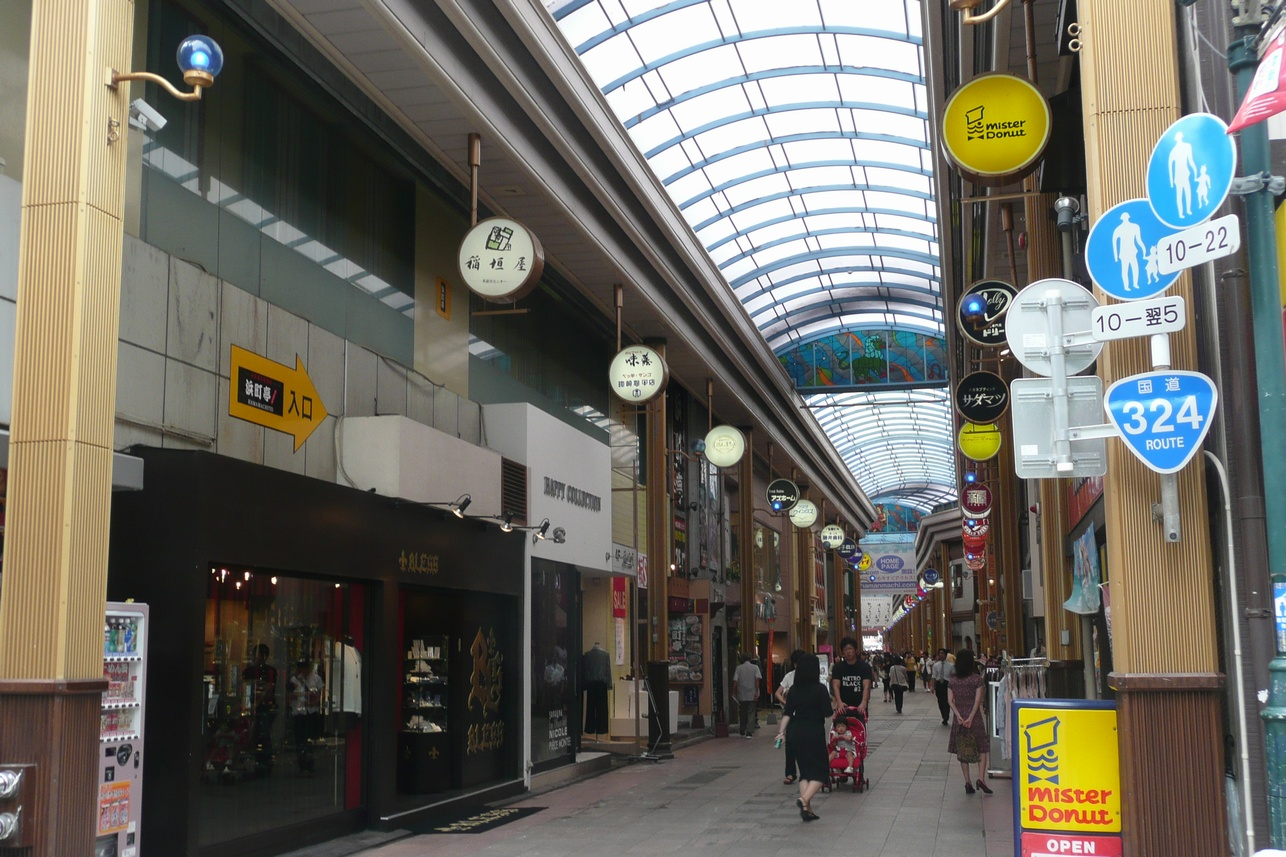
浜町アーケードは国道324号の一部でもある

国道324号（こくどう324ごう）は、長崎県長崎市から熊本県宇城市に至る一般国道である。

## 概要
長崎県長崎市の旧長崎県庁があった長崎市江戸町交差点が起点である。
県庁坂を下り、中央橋・浜町地区に差し掛かったところで、長崎随一の繁華街である浜町アーケード商店街を通過する。長崎市の茂木港から天草灘の海を高速船で渡る海上国道区間を経て、熊本県天草下島の天草郡苓北町にある富岡港から再び陸上区間となり、天草下島と天草上島の天草灘・島原湾沿いを通る海岸道路として宇城市へ向かい、同市内の国道57号交点で終わる。

### 路線データ
一般国道の路線を指定する政令に基づく起終点および重要な経過地は次のとおり。
- 起点：長崎市（江戸町交差点 = 国道34号・国道57号・国道202号終点、国道206号・国道251号起点）
- 終点：熊本県宇土郡三角町[注釈 2]（五橋入口交差点 = 国道57号交点、国道266号上）
- 重要な経過地：熊本県天草郡苓北町、同郡五和町[注釈 3]、本渡市[注釈 3]、同郡有明町[注釈 3]、同郡松島町[注釈 4]
- 総延長 : 139.2 km（長崎県 30.7 km、熊本県 108.5 km）重用延長、未供用延長（海上区間）を含む。[4][注釈 5]
- 重用延長 : 17.6 km（長崎県 - km、熊本県 17.6 km）[4][注釈 5]
- 未供用延長 : 33.7 km（長崎県 17.9 km、熊本県 15.8 km）[4][注釈 5]
  - 未供用延長のうち海上区間 : 33.7 km（長崎県 17.9 km、熊本県 15.8 km）[4][注釈 5]
- 実延長 : 87.9 km（長崎県 12.8 km、熊本県 75.2 km）[4][注釈 5]
  - 現道 : 72.9 km（長崎県 12.8 km、熊本県 60.2 km）[4][注釈 5]
  - 旧道 : なし[4][注釈 5]
  - 新道 : 15.0 km（長崎県 - km、熊本県 15.0 km）[4][注釈 5]
- 指定区間：なし[5]

## 歴史
- 1970年（昭和45年）4月1日 - 一般国道324号（長崎県長崎市 - 熊本県宇土郡三角町（現宇城市））として指定。

当時、天草上島は国道266号が北部を通過していたため、熊本県本渡市から終点まではこの国道との重複区間となった。このため、実質的に国道324号となったのは長崎県長崎市 - 熊本県本渡市の区間（長崎県道長崎茂木線、熊本県道本渡富岡線の2路線）のみである。
- 1974年（昭和49年）- 国道266号の区域変更により、国道266号が天草上島の南側を通過するようになり、天草上島の北側（本渡市 - 天草郡松島町）が国道324号線単独区間となる。
- 2002年（平成14年）5月17日 - 熊本天草幹線道路の一部路線である松島有料道路が暫定2車線で開通。
- 2004年（平成16年）3月27日 - ながさき出島道路供用開始

## 路線状況
長崎市の浜町アーケードは、商店街のアーケードでありながら国道324号として指定されており、日本国内で2例しかない珍しいアーケードの国道に指定されている。浜町アーケード内およびその手前に掛かる銕橋は、日中の10時から翌朝5時まで歩行者専用の通行規制となることから、自動車・原動機付自転車では5時から10時までの1日5時間だけ通行できる。同じくアーケード国道がある東大阪市の国道170号と異なる点は、浜町アーケードの東西入口には、国道324号の国道標識も設置されているところである。該当区間の西に、中央橋を起点とし、長崎電気軌道を挟む片側2車線の市道浜町油屋町1号線が並走しており、終日通行ができない国道に代わり「本通り」として機能している。従って規制時間帯の迂回は容易である。
長崎県長崎市の茂木港から熊本県天草郡苓北町の富岡港までの有明海は海上区間である。茂木港 - 富岡港間には、かつて安田産業汽船が1日4便のフェリーで2013年（平成25年）10月まで就航していたが、現在この航路のフェリーは就航していない。安田産業汽船に代わり、苓北観光汽船が1日4便の高速船でこの航路を就航する。
天草郡苓北町から天草市の鬼池港までは国道389号と重複。天草下島と天草上島に挟まれた海峡に架かる天草瀬戸大橋は国道266号との重複区間で、天草上島上陸後は国道266号と分かれて北岸を周回し、島の北端にある天草松島に到達する。上島の天草市から上天草市にかけて、有料バイパスで熊本天草幹線道路の一部路線である松島有明道路が並行する。上天草市松島町合津からは国道266号と再び合流して天草五橋の起点である天門橋付近に到達する。

### 別名
- ロザリオライン[7]：天草下島を周回する道路の愛称名。

### バイパス道路
- 熊本天草幹線道路
  - 松島有明道路
  - 本渡道路

### 有料道路
- E34 ながさき出島道路
- 松島有料道路

### 重複区間
- 国道389号（熊本県天草郡苓北町富岡 - 天草市五和町鬼池・鬼池港）
- 国道266号（熊本県天草市亀場町 - 天草市志柿町（天草瀬戸大橋区間））
- 国道266号（熊本県上天草市松島町合津（あいつ）・合津交差点 - 宇城市三角町三角浦・五橋入口交差点（終点））

### 海上区間
- 長崎県長崎市・茂木港 - 熊本県天草郡苓北町・富岡港（苓北観光汽船）

### 道路施設

#### 橋梁
起点から
- 長崎県
  - 銕橋（中島川、長崎市）
- 熊本県
  - 二江橋（内野川、天草市）
  - 海岸橋（鬼池川、天草市）
  - 若宮大橋（天草市）
  - 洲崎橋（中洲川、天草市）
  - 第二隅田橋（隅田川、天草市）
  - 第二須添橋（須添川、天草市）
  - 新小松原橋（新小松原川、天草市）
  - 港大橋（町山口川、天草市）
  - 新南川橋（南川、天草市）
  - 新亀川橋（亀川、天草市）
  - 天草未来大橋（本渡瀬戸、天草市）
  - 天草瀬戸大橋（本渡瀬戸、天草市、国道266号東福区間内）
  - 第二有明橋（下津浦川、天草市）
  - 第一有明橋（天草市）
  - 知十橋（倉江川、上天草市）
  - 天草五橋
    - 松島橋（五号橋：延長177.70 m、上天草市、国道266号東福区間内）
    - 前島橋（四号橋：延長510.20 m、上天草市、国道266号東福区間内）
    - 中の橋（三号橋：延長361 m、上天草市、国道266号東福区間内）
    - 大矢野橋（二号橋：延長249.10 m、上天草市、国道266号東福区間内）
    - 天門橋（一号橋：延長502 m、三角ノ瀬戸、上天草市 - 宇城市、国道266号東福区間内）

  - 第一岩谷橋（上天草市、国道266号東福区間内）
  - 本村橋（上天草市、国道266号東福区間内）

#### トンネル
起点から
- 熊本県
  - 知十トンネル：延長447 m、1997年（平成9年）竣工、上天草市
  - 西目トンネル：延長335 m、1996年（平成8年）竣工、上天草市
  - 西浦トンネル：延長274 m、1999年（平成11年）竣工、上天草市

#### 道の駅
- 熊本県
  - 有明（天草市）
  - 天草市イルカセンター（天草市）

## 地理
長崎市の浜町アーケードを過ぎると傾斜の厳しい坂道になりヘアピンカーブにも住宅が立ち並ぶ。峠を越えると一転して住宅街が皆無となり、長崎自動車道との分岐点である連絡路と合流する。さらに峠を下ると長崎半島の付け根に位置する茂木港に到達する。
天草下島から天草上島にかけて、天草灘や島原湾を臨む眺望のいい道路が続く。国道266号重複区間であり、天草松島から九州本土に架かる天草五橋および天草パールラインは、九州屈指の観光道路で知られる。天草下島から天草上島、前島、池島、大池島、永浦島、大矢野島を経て九州本土の宇城市に至るルートは、離島を渡る国道として国道317号に次いで国道中2番目に多くの離島を渡る。

### 通過する自治体
- 長崎県
  - 長崎市
- 熊本県
  - 天草郡苓北町 - 天草市 - 上天草市 - 宇城市

### 交差する道路
| 交差する道路                                                   | 都道府県名 | 市町村名 | 市町村名 | 交差する場所         | 交差する場所          |
| -------------------------------------------------------------- | ---------- | -------- | -------- | -------------------- | --------------------- |
| 国道34号 国道57号 国道202号 国道206号 国道251号                | 長崎県     | 長崎市   | 長崎市   | 江戸町               | 江戸町交差点 / 起点   |
| 長崎県道237号小ヶ倉田上線                                      | 長崎県     | 長崎市   | 長崎市   | 田上1丁目            | 田上交差点            |
| E34 長崎自動車道 E34 ながさき出島道路 長崎県道51号長崎南環状線 | 長崎県     | 長崎市   | 長崎市   | 田上1丁目            | 転石交差点            |
| 長崎県道34号野母崎宿線                                         | 長崎県     | 長崎市   | 長崎市   | 茂木町               | 茂木交差点            |
| 海上区間                                                       |            |          |          |                      |                       |
| 国道389号 重複区間起点                                         | 熊本県     | 天草郡   | 苓北町   | 富岡                 |                       |
| 熊本県道296号円通寺志岐線                                      | 熊本県     | 天草郡   | 苓北町   | 志岐                 | 志岐交番前交差点      |
| 熊本県道44号本渡苓北線                                         | 熊本県     | 天草郡   | 苓北町   | 志岐                 |                       |
| 熊本県道281号坂瀬川御領線                                      | 熊本県     | 天草郡   | 苓北町   | 坂瀬川               |                       |
| 熊本県道47号本渡五和線                                         | 熊本県     | 天草市   | 天草市   | 五和町二江           |                       |
| 熊本県道284号坂瀬川鬼池港線                                    | 熊本県     | 天草市   | 天草市   | 五和町鬼池           |                       |
| 国道389号 重複区間終点                                         | 熊本県     | 天草市   | 天草市   | 五和町鬼池           | 鬼池港                |
| 熊本県道281号坂瀬川御領線                                      | 熊本県     | 天草市   | 天草市   | 五和町御領           |                       |
| 熊本県道44号本渡苓北線 熊本県道308号本渡港線                   | 熊本県     | 天草市   | 天草市   | 栄町                 | 港町交差点            |
| 熊本県道26号本渡牛深線                                         | 熊本県     | 天草市   | 天草市   | 亀場町亀川           | 天草工高前交差点      |
| 国道266号 重複区間起点                                         | 熊本県     | 天草市   | 天草市   | 亀場町亀川           |                       |
| 国道266号 重複区間終点                                         | 熊本県     | 天草市   | 天草市   | 志柿町               |                       |
| 本渡道路                                                       | 熊本県     | 天草市   | 天草市   | 志柿町上瀬戸         | 瀬戸IC                |
| 熊本県道282号河内上津浦港線                                    | 熊本県     | 天草市   | 天草市   | 有明町上津浦         |                       |
| 松島有料道路                                                   | 熊本県     | 天草市   | 天草市   | 有明町上津浦         | 上津浦IC              |
| 熊本県道109号大浦港線                                          | 熊本県     | 天草市   | 天草市   | 有明町大浦           |                       |
| 熊本県道59号有明倉岳線                                         | 熊本県     | 天草市   | 天草市   | 有明町大浦           |                       |
| 松島有料道路                                                   | 熊本県     | 上天草市 | 上天草市 | 松島町今泉           | 米の山IC              |
| 熊本県道290号教良木知十港線                                    | 熊本県     | 上天草市 | 上天草市 | 松島町今泉           | 知十橋交差点          |
| 松島有料道路                                                   | 熊本県     | 上天草市 | 上天草市 | 松島町今泉           | 知十IC                |
| 熊本県道34号松島馬場線                                         | 熊本県     | 上天草市 | 上天草市 | 松島町今泉           |                       |
| 国道266号 重複区間起点                                         | 熊本県     | 上天草市 | 上天草市 | 松島町合津（あいつ） | 合津交差点            |
| 松島有料道路                                                   | 熊本県     | 上天草市 | 上天草市 | 松島町合津           | 合津IC                |
| 熊本県道107号満越城本線                                        | 熊本県     | 上天草市 | 上天草市 | 大矢野町中           |                       |
| 熊本県道107号満越城本線                                        | 熊本県     | 上天草市 | 上天草市 | 大矢野町中           |                       |
| 三角大矢野道路                                                 | 熊本県     | 上天草市 | 上天草市 | 大矢野町登立         | 登立IC                |
| 国道57号 国道266号 重複区間終点                                | 熊本県     | 宇城市   | 宇城市   | 三角町三角浦         | 五橋入口交差点 / 終点 |

### 沿線
- 長崎県
  - 出島
  - グラバー園
  - 大浦天主堂
  - 稲佐山
  - 浜町アーケード（商店街区間を国道324号が通過している）
  - 長崎県庁
  - オランダ坂（このほぼ真下をオランダ坂トンネルが通過している）
  - 長崎病院
- 熊本県
  - 富岡城跡
  - イルカウォッチングセンター
  - いるかワールド
  - 天草四郎公園
  - 天草パールライン（天草五橋）
  - 天草瀬戸大橋